# Plíseň sněžná

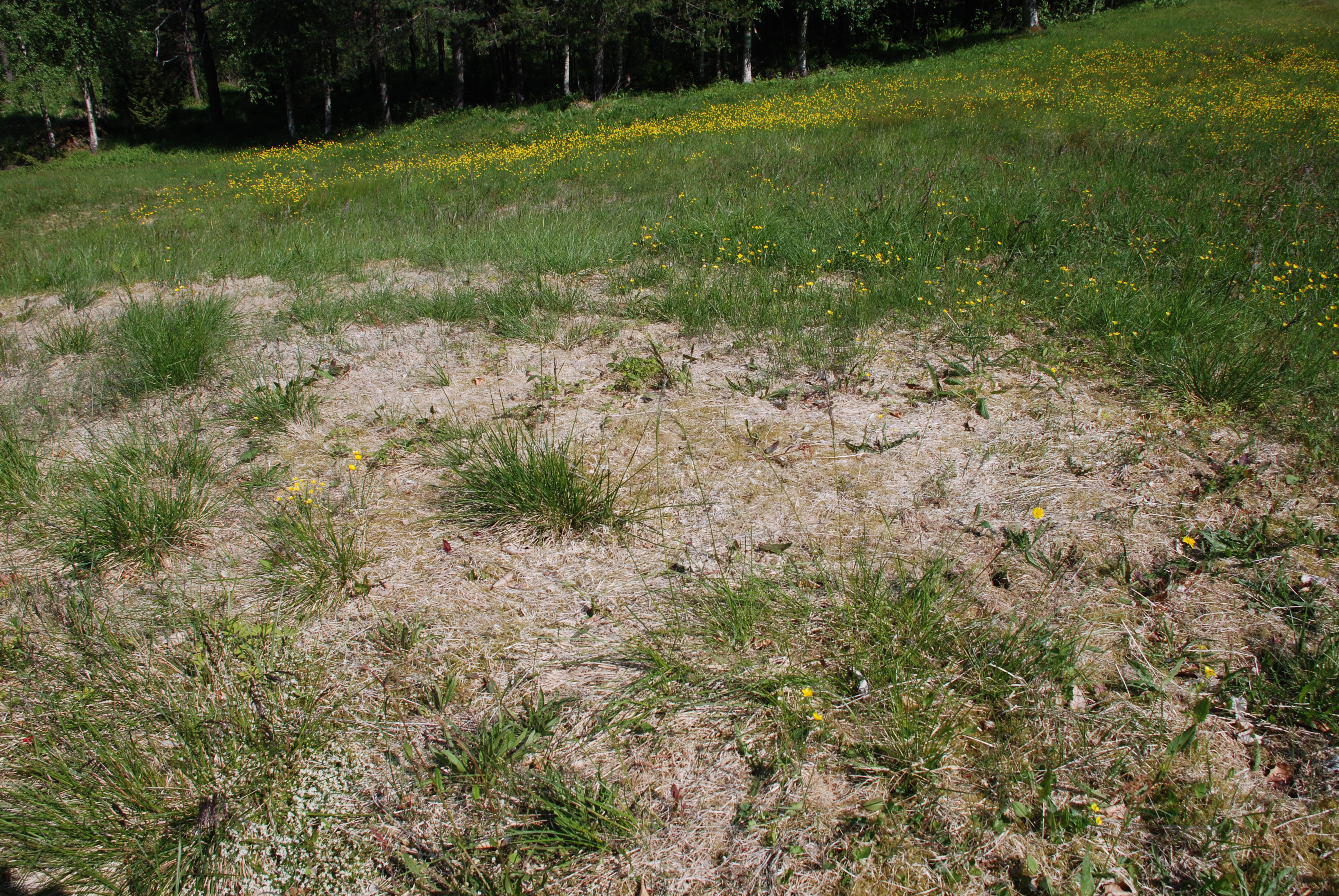
Trávník poškozený plísní sněžnou

Plíseň sněžná (Monographella nivalis, Monographella nivalis var. nivalis) je choroba způsobovaná houbou rážovka sněžná (synonymum hlívenka sněžná) z rodu Monographella. Plíseň sněžná byla poprvé identifikována a popsána v první polovině dvacátého století díky výskytu na golfových trávnících. Plíseň sněžná se vyskytuje plošně na celém území ČR, větší hospodářský význam má zejména u obilnin ve vyšších polohách, kde jsou její výskyty častější. Hlavním obdobím nástupu epidemie je však zima a počátek jara, především pod sněhovou pokrývkou a na nezmrzlé půdě. Rozsáhlejší poškození nastává právě na těch lokalitách nebo jejich částech, kde dlouho leží sněhová pokrývka.
Houba je přenosná osivem a saprofyticky přežívá na nedokonale rozložených organických zbytcích rostlin. Původce přečkává nepříznivé podmínky ve formě mycelia a konidií na infikovaných rostlinách a odumřelé hmotě hostitelské rostliny. Primární infekce pochází z půdy a z osiva. Základním ochranným opatřením proti plísni sněžné je výsev uznaného, kvalitně mořeného osiva. Více bývají poškozeny husté porosty rostlin (husté trávníky) a vyšší výskyty tohoto onemocnění byly zaznamenány také na hodně utužených půdách.

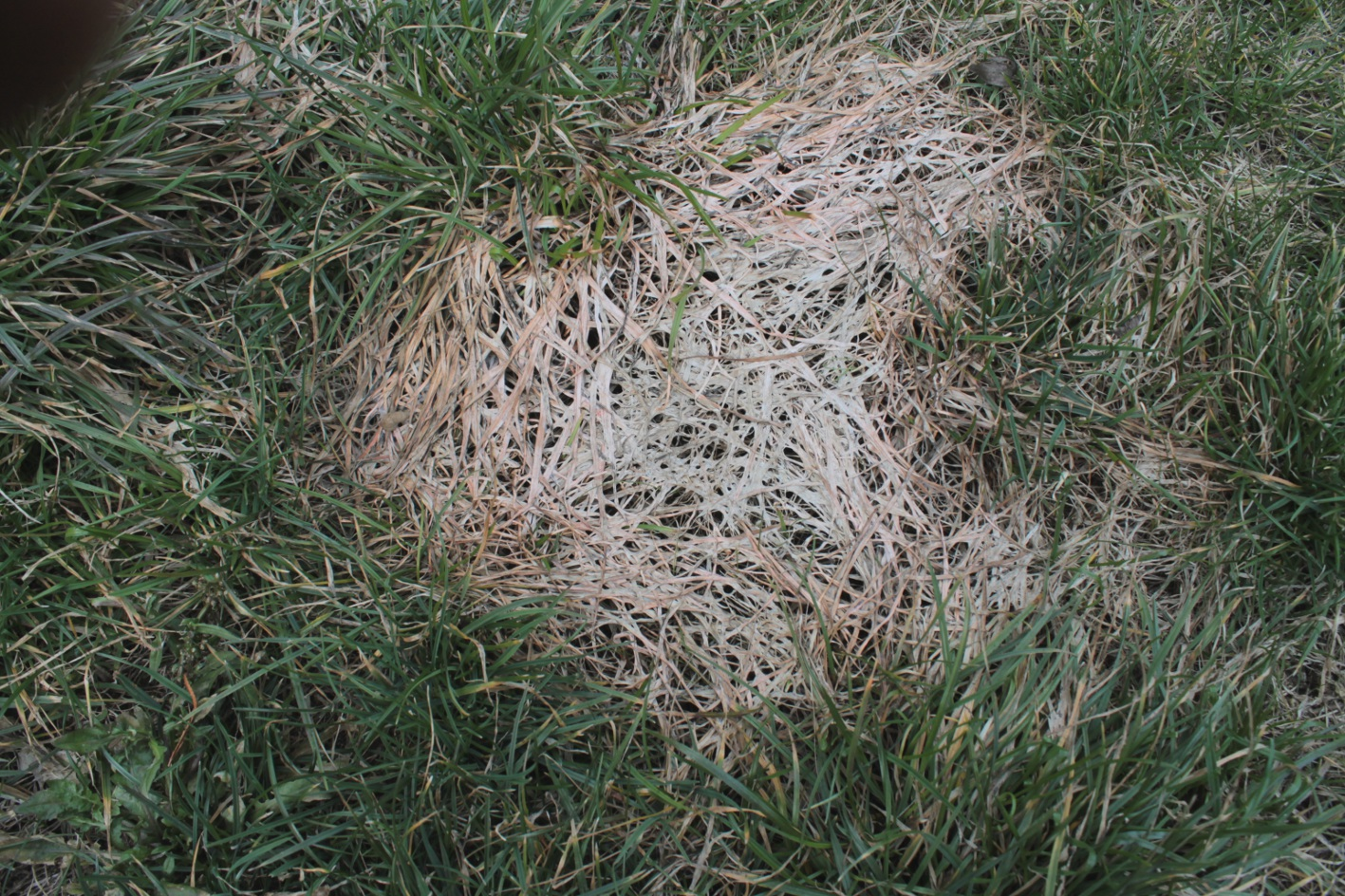
Plíseň sněžná. Typický projev na jarním trávníku.

## Patogenní působení u obilnin
Tato houba může způsobit špatné klíčení osiva a vzcházení rostlin, při kterém dochází k hnědnutí kořenů a bází rostlin (mezi kořeny a prvním listem), vzniku skvrnitostí na listech, šroubovitému kroucení klíčků. Příznaky se objevují na kořenech a hypokotylech, které postupně hnědnou, zahnívají a dále tmavnou. Tmavě hnědé skvrny postupují vzhůru po rostlině. Následně dochází k zasychání a odumírání rostliny, případně celé skupiny rostlin, důsledkem je mezerovitý a prořídlý porost. Příznaky plíseň sněžné na rostlinách je později v průběhu roku velmi obtížné, často nemožné, odlišit od poškození vyvolávaných houbami rodu Fusarium.

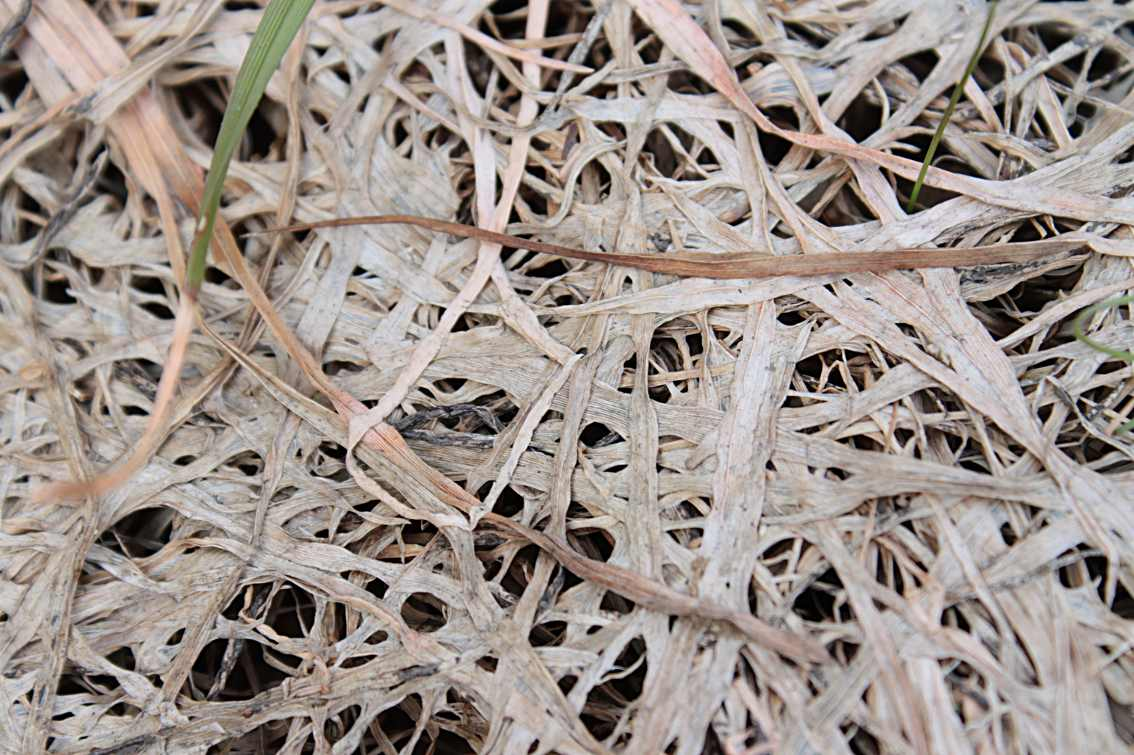
Plíseň sněžná, Brno Komín, jaro 2013

Především na ozimých ječmenech bývá výskyt této choroby doprovázen i výskytem palušky (Typhula ssp.), případně Pseudocercosporella herpotrichoides.
Riziko napadení obilnin podporuje chladné, deštivé počasí na podzim a v jarních měsících, nepříliš mrazivá zima. Nejčastěji se onemocnění vyskytuje ve vyšších polohách, především v letech, kdy na pozemcích dlouho zůstává ležet sníh, avšak při vhodných klimatických podmínkách se patogen projevuje na celém území. Riziko napadení rostlin zvyšuje nevhodný osevní postup (častější pěstování obilnin na stejném pozemku), nedostatečná agrotechnická opatření (pomalý rozklad posklizňových zbytků). Jarní obilniny prakticky nejsou napadány.

### Ochrana
Preventivním opatřením jsou vhodné osevní plány a agrotechnika, mořené osivo, jako prevenci v případě očekávaného výskytu lze použít agrochemikálie, riziko dále snižuje vhodně zvolená (tolerantní až rezistentní) odrůda. Z fungicidních přípravků je proti plísni sněžné doporučován například Topsin M 70 WP.

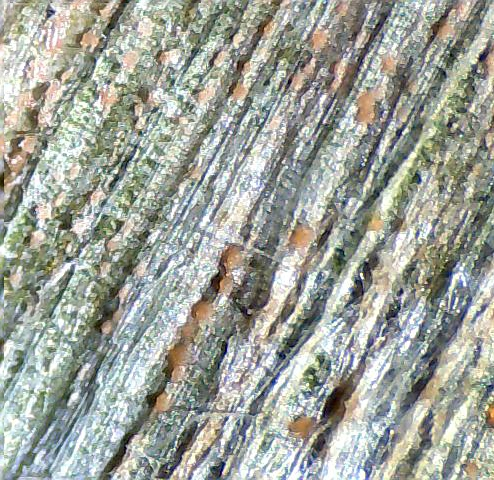
Plíseň sněžná pod mikroskopem.

## Patogenní působení v okrasném zahradnictví
Plíseň sněžná je považována za jedno z větších a nepříjemnějších rizik pro trávník. Její vliv je nejzřetelnější na jaře, kdy se na trávníku objeví někdy okrouhlé skvrny odumřelého porostu, které jsou hnědé, později bělavé barvy. Na podzim může způsobit deformace rostlin na listech se tvoří narůžovělý povlak mycelia. Vhodnými podmínkami pro přemnožení patogena jsou teploty nad nulou do deseti stupňů, sníh, zanechání neposekané vysoké trávy na zimu, neodklizená organická hmota, přehnané, hnojení dusíkem (zejména na konci vegetace), nedostatečná výživa, velké množství stínu, vyšší vlhkost půdy a zvlhčené listy. Příčinou výskytu choroby je také velmi nízko sečený trávník při němž je více odkryt povrch půdy. Pravidelně se plíseň sněžná vyskytuje ve stinných polohách, v polohách s vysokou hladinou spodní vody. Trávník poškozený plísní sněžnou velmi špatně regeneruje. Poškození plísní sněžnou je možné zaměnit s poškozením způsobeným některými herbicidy.

### Doporučená ochrana
Doporučeným zásahem při výskytu choroby je odstranění od zbytků zaschlých rostlin a nový výsev trávníku na postižených místech, dodržování agrotechnických opatření. Vliv prostředí a přehnojení dusíkem výrazně ovlivňuje výskyt patogena. V případě silného napadení je doporučeno fungicidní ošetření.

### Chemická ochrana
Heritage – byl jako fungicid registrován v České republice proti plísni sněžné. Aby se předešlo možnému vzniku rezistence, přípravek Heritage je povoleno použít v trávnících maximálně dvakrát v jednom roce.
V České republice od roku 2010 není zaregistrován žádný přípravek proti plísni sněžné pro použití v trávníku. Nicméně jsou v ČR prodávány přípravky obsahující některé účinné látky, jenž lze s různým úspěchem použít – Ortiva, Amistar, Quadris, Discus, Tango super, Rovral flo, Novozir, Dithane.
Někdy je k použití pro zahrádkáře doporučován jako účinný širokospektrální fungicid s kurativním a protektivním účinkem Baycor 25 WP (bitertanol - 25 %).